# (35400) 1997 YU2
1997 YU2 (asteroide 35400) é um asteroide da cintura principal. Possui uma excentricidade de 0.20507800 e uma inclinação de 3.13096º.
Este asteroide foi descoberto no dia 21 de dezembro de 1997 por Naoto Sato em Chichibu.